# Guilty
För musikalbumet av Ayumi Hamasaki, se Guilty (album)
"Guilty" är en låt av den finländska rockgruppen The Rasmus. Den skrevs av bandets fyra medlemmar och finns på deras genombrottsalbum Dead Letters från 2003. Låten gavs ut som den femte och sista singeln från albumet den 11 augusti 2004. Enligt sångaren Lauri Ylönen behandlar låten hans skuldkänsla till nära personer som han inte längre kunnat tillbringa tid med på grund av bandet.
Låten har nått andraplats i Finland och var även en av bandets mer framgångsrika singlar i Storbritannien, där den som bäst har legat på plats 15.

## Bakgrund och inspelning
Texten till "Guilty" skrevs huvudsakligen av bandets sångare och primära textförfattare Lauri Ylönen omkring 2002 och handlar om hur hans relation till gamla vänner har förändrats. Han menar att han inte har kunnat tillbringa tid med dessa personer på grund av att bandet har tagit upp för mycket av hans tid. Genom låten ville han förmedla sin skuldkänsla. Ljudmässigt är "Guilty" en av de mörka och mest gothic rock-influerade låtarna på albumet. Dock är refrängerna mer poppigt laddade och har troligtvis inspiration från såväl den svenska gruppen Kent som klassisk hårdrock. Låten inleds med melodiska keyboardtoner samt ett ljud som låter som en kall vind som susar. Den går sedan över till rockackord innan sången börjar.
"Guilty" spelades in i Stockholm-studion Nord Studios i slutet av 2002 under samma inspelningssession som de övriga nio låtarna på Dead Letters. För inspelningen ansvarade de svenska producenterna Mikael Nord Andersson och Martin Hansen, vilka också producerade och programmerade låten.

## Musikvideo
Videon till låten spelades in i Los Angeles mellan 19 och 20 maj 2004 där den regisserades av den amerikanska regissören Nathan "Karma" Cox, känd för tidigare arbeten med rockgrupper som Disturbed, HIM, Linkin Park, Megadeth och System of a Down. Samarbetet resulterade i bandets mörkaste video någonsin, enligt medlemmarna själva.
Videon är inspelad i ett mörkt rum, mest troligt ett mörkrum, där det hänger fotografier på ett klädstreck och en del rödfärgade glödlampor som endast hänger i en sladd ner från taket. Bandmedlemmarna är som vanligt svartklädda och står en bit in i rummet där de spelar sina instrument samtidigt som Lauri Ylönen i vissa scener står med ryggen mot en belyst vägg. I några andra scener sitter det även två olika personer i en slags fåtölj som ändrar ansiktsuttryck när en vägglampa kraftigt lyser mot dem (troligtvis någon form av fotoblixt). Under videons gång hängs fler foton upp på klädstrecket och den slutar med att Ylönen går ut ur själva byggnaden för att mötas av snötäckt mark.

## Låtlistor och format
Låtar där inget annat anges är skrivna av Lauri Ylönen, Eero Heinonen, Pauli Rantasalmi och Aki Hakala
CD-singel, standard
1. "Guilty" (New Mix) – 3:44
2. "First Day of My Life" (Live Radio Session) – 4:12
3. "Guilty" (video)

Tysk CD-singel
1. "Guilty" (U.S. Radio Edit) – 3:41
2. "Since You've Been Gone" – 3:44
3. "In the Shadows" (Acoustic Radio Session) – 4:13
4. "Guilty" (video)

Brittisk CD-singel
1. "Guilty" (U.S. Radio Edit) – 3:41
2. "Play Dead" (Björk-cover) – 3:51
3. "Used to Feel Before" (Kingston Wall-cover) – 4:26
4. "Guilty" (video)

Brittisk 7"-singel
1. "Guilty" (New Mix) – 3:44
2. "First Day of My Life" (Live Radio Session) – 4:12

## Officiella versioner
- Albumversion – 3:46
- Singelversion: New Mix (även känd som U.S. Mix) – 3:44
- U.S. Radio Edit – 3:41
- Live in Mexico City 18/11/04 – 4:37

## Listplaceringar
| Listor (2004)             | Högsta placering |
| ------------------------- | ---------------- |
| Brittiska singellistan    | 15               |
| Finländska singellistan   | 2                |
| Nederländska singellistan | 58               |
| Schweiziska singellistan  | 43               |
| Tyska singellistan        | 20               |
| Österrikiska singellistan | 32               |

## Medverkande
The Rasmus
- Lauri Ylönen – sång
- Eero Heinonen – bas
- Pauli Rantasalmi – gitarr
- Aki Hakala – trummor

Produktion
- Mikael Nord Andersson & Martin Hansen – produktion, inspelning, programmering, keyboard, tillagda ljud (Nord Studios, Stockholm)
- Claes Persson – mastering (CRP Recordings)
- Jörgen Ingeström – tillagd keyboard
- Clif Norrell – mixning ("Guilty - New Mix" vid Scream Studios, Studio City, CA, USA)
- Henrik Walse – layout